# Barichneumon sedulus
Barichneumon sedulus là một loài tò vò trong họ Ichneumonidae.